# Васильченко Семен Пилипович
Васильченко Семен Пилипович (3 лютого 1884, станиця Гнилівська, Область Війська Донського — 1937, СРСР) — член Всеросійських Установчих Зборів від Донського округу за списком РСДРП(б) українського походження, народний комісар у справах управління ДКР.

## Життєпис

### Життєвий шлях
Народився у небагатій родині залізничника. Українець. Рано втратив батька. Через бідність був змушений залишити школу та піти працювати. До 16 років змінив багато спеціальностей. У 1901 році, після знайомства з І. І. Ставським, став членом РСДРП. Незабаром зайнявся організацією робітничих гуртків на підприємствах Донщини. У 1902 році взяв участь в організації Ростовського страйку, а у 1903 році очолював гурток під назвою «Відчайдушний», з членами якого провів демонстрацію на головній вулиці Ростова-на-Дону. Успіх і зухвалість протесту були відзначені самим В. І. Леніним.
За участь в акції протесту дев'ятнадцятирічний Семен Васильченко отримав чотири роки сибірської каторги. Широкий резонанс отримала його промова у суді, яку потім надрукувала ленінська «Іскра».
Незабаром утік до Чити, де продовжив революційну діяльність, керував страйком на Забайкальській залізниці. Після закінчення страйку нелегально повернувся до Ростова-на-Дону. Брав активну участь у подіях революції 1905 року у Ростові, був членом бойового штабу повстання, помічником керівника повстання — Ю. П. Бутягина, а після смерті свого друга Анатолія Сабіно, очолював загін бомбістів на річці Темерник. 16 травня 1905 був заарештований і отримав сім років каторги у Херсонській в'язниці. Після відбуття покарання був відправлений на поселення в Іркутську губернію, в 1914–1915 роках двічі втікав звідти. В Іркутську створив організацію — «Союз сибірських працівників», налагодив підпільну друкарню. Вів виїзну агітаційну роботу в Читі і Красноярську. У червні 1915 року організацію викрили, а Васильченка заарештовали. Відбував покарання у в'язниці до початку 1917 року.
Наприкінці березня 1917 року, за дорученням партії, відправився до Ростова-на-Дону, де очолив Ростово-Нахічеванський комітет більшовиків, випускав газету «Наше Знамя». У 1917 році обирається до Установчих Зборів, як представник Донської області. Наприкінці 1917 року брав активну участь у боях проти каледінців.
Після того, як Каледін зайняв Ростов, втік до Харкова, де працював в обласному комітеті партії, налагодив випуск газети «Донецкий пролетарий».
В 1918 був призначений головою обкому та наркомом у справах управління ДКР. На знак протесту проти можливого об'єднання з Україною вийшов з Раднаркому.
Пізніше переїхав у Ростов-на-Дону, там був призначений комендантом міста. З червня по вересень 1918 року перебував у складі Донського Радянського уряду. Пізніше обіймав ряд посад на Південному фронті під час громадянської війни.

### Літературна творчість
Поступово відходив від революційної діяльності, зосередився на літературі. Писав нариси, повісті та романи, серед яких можна виділити: «Речі Тихого Дону» (1920 року), «Великий важіль комунізму» (1920 року), «Ми не винні» (1920 року), «По падях Забайкалля» (1921 рік), «Після першого бою» (1922 рік), «Кар'єра підпільника» (1924 рік), «Перший бій» (1926 рік у співавторстві з І. І. Ставським). Згодом працював у державному видавництві, був редактором газети «Читач і письменник».
У 1923 році, під час хвороби В. І. Леніна та загострення внутрішньопартійної боротьби, Семен Пилипович Васильченко підписав «Лист 46-ти», таким чином ставши на сторону Л. Д. Троцького у протистоянні з Зінов'євим, Сталіним і Каменєвим, був репресований та розстріляний у 1937 році. Після смерті Сталіна був реабілітований.